# HMS Gladiator (1783)
Pour les autres navires du même nom, voir HMS Gladiator.
Le HMS Gladiator est un navire de 44 canons en service dans la Royal Navy. Il a passé toute son service dans des ports, sans jamais partir en mer, même si son équipage a réussi à capturer plusieurs navires. Son existence sessile en a fait un lieu propice pour les cours martiales.